# سانتياغو غوميز كورا
سانتياغو غوميز كورا (بالإسبانية: Santiago Gómez Cora)‏ هو لاعب اتحاد الرغبي أرجنتيني، ولد في 25 يوليو 1978 في بوينس آيرس في الأرجنتين.

## وصلات خارجية
- سانتياغو غوميز كورا على موقع سلسلة سباعيات الرغبي العالمية - رجال (الإنجليزية)
- سانتياغو غوميز كورا على موقع ItsRugby.co.uk (الإنجليزية)
- سانتياغو غوميز كورا على موقع أوليمبيديا (الإنجليزية)
- سانتياغو غوميز كورا على موقع اللجنة الأولمبية الأرجنتينية (الإسبانية)